# A Lù
A Lù là một xã thuộc huyện Bát Xát, tỉnh Lào Cai, Việt Nam.

## Địa lý
Xã A Lù nằm ở phía tây bắc huyện Bát Xát, cách thị trấn Bát Xát khoảng 100 km về phía tây bắc, có vị trí địa lý:
- Phía đông giáp các xã A Mú Sung, Nậm Chạc và Trịnh Tường
- Phía tây và phía bắc giáp Trung Quốc
- Phía nam giáp xã Y Tý.

Xã A Lù có diện tích 41,55 km², dân số năm 2019 là 4.467 người, mật độ dân số đạt 108 người/km².
Bên kia biên giới là hương Mã Yên Để (马鞍底) thuộc huyện Kim Bình, châu Hồng Hà, tỉnh Vân Nam, Trung Quốc.

## Hành chính
Xã A Lù được chia thành 13 thôn.

## Lịch sử
Địa bàn xã A Lù hiện nay trước đây vốn là xã A Lù và xã Ngải Thầu thuộc huyện Bát Xát.
Trước khi sáp nhập, xã A Lù có diện tích 26,16 km², dân số 2.404 người, mật độ dân số đạt 92 người/km². Xã Ngải Thầu có diện tích diện tích 15,39 km², dân số là 2.063 người, mật độ dân số đạt 134 người/km².
Ngày 11 tháng 2 năm 2020, Ủy ban Thường vụ Quốc hội ban hành Nghị quyết số 896/NQ-UBTVQH14 về việc sắp xếp các đơn vị hành chính cấp huyện, cấp xã thuộc tỉnh Lào Cai (nghị quyết có hiệu lực từ ngày 1 tháng 3 năm 2020). Theo đó, sáp nhập toàn bộ diện tích và dân số của xã Ngải Thầu vào xã A Lù.

## Văn hóa
- Lễ Tết nhảy của người Dao
- Lễ hội xuống đồng của người Hà Nhì
- Lễ hội Gàu Tào của người Mông.